# マックス・ビーズリー
マックス・ビーズリー（Max Beesley、1971年4月16日 - ）は、イギリス出身の俳優、ミュージシャン。

## 来歴
マックス・ビーズリー（本名Maxton Gig Beesley Jr.）は、イギリス、バーナッジで生まれた。

## 主な出演作品

### 映画
- 『グリッター きらめきの向こうに』 - Glitter (2001年)
- 『トルク』 - Torque (2004年)
- 『オペレーション・フォーチュン』 - Operation Fortune: Ruse de Guerre (2023年)

### テレビ
- 『生存者たち』 - Survivors (2008年–2010年)
- 『SUITS/スーツ』 - Suits (2013年)
- 『Empire 成功の代償』 - Empire (2015年–2016年)
- Jamestown (2017年-2019年)
- 『アウトサイダー』 - The Outsider (2020年)
- 『ハイジャック』 - Hijack (2023年)
- 『ジェントルメン』 - The Gentlemen (2024年)